# Ґеорґ Максиміліан Штерцінскі
Ґеорґ Максиміліан Штерцінскі (нім. Georg Maximilian Sterzinsky; 9 лютого 1936, село Варлак, Східна Пруссія, Німеччина, зараз село Ворлавкі, Польща — 30 червня 2011, Берлін) — німецький кардинал, архієпископ Берліна з 28 травня 1989 по 24 лютого 2011 року.

## Біографічні відомості
Народився 9 лютого 1936 року в селі Варлак (нім. Warlack, раніше також Wurlacken), яке тоді знаходилося в німецькій Східній Пруссії, а після Другої світової війни увійшло до Польщі. Втратив матір під час війни, а після її закінчення його сім'я була змушена переїхати в Тюрингію. У столиці цієї німецької землі, Ерфурті, Штерцінскі закінчив місцеву семінарію.
29 червня 1960 року в Ерфурті єпископ-помічник Фульди Йозеф Фройсберг рукоположив його на священика для дієцезії Ерфурт-Майнінген. Після того він виконував душпастирське служіння в різних парафіях цієї дієцезії. Одночасно в різний час обіймав посади префекта з питань дисципліни у дієцезіальній семінарії, помічника директора Вищої школи філософії та богослов'я і керівника дієцезіальної екуменічної комісії. У 1981 році стає генеральним вікарієм Ерфуртської дієцезії.

Герб кардинала Ґ. Штерцінскі з девізом Deus semper maior (Бог завжди більший)

28 травня 1989 року Папа Римський Іван-Павло II призначив Ґеорґа Штерцінскі єпископом Берліна. Хіротонія відбулася 9 вересня 1989 року (головний святитель — апостольський адміністратор дієцезії Ерфурт-Майнінген Йоахім Ванке). Єпископ Штерцінскі очолив єпископську конференцію Берліна.
На кардинальській консисторії 28 червня 1991 року Іван Павло II надав єпископові Штерцінскі сан кардинала-пресвітера з титулом церкви Сан-Джузеппе-алль-Ауреліо. Після надання берлінській дієцезії статусу митрополичої архідієцезії 27 червня 1994 року став архієпископом-митрополитом Берліна.
Брав участь у конклаві 2005 року.
Протестував проти легалізації одностатевих шлюбів у Німеччині, заявивши в листопаді 2004 року, зокрема, що католики повинні протестувати проти прийняття законів, які дозволяють подібні союзи.
24 лютого 2011 року Папа Бенедикт XVI прийняв відставку кардинала Штерцінскі з посади архієпископа Берліна у зв'язку з досягненням відповідного віку.
30 червня 2011 року в Берліні кардинал Штерцінскі помер внаслідок тривалої важкої хвороби (впродовж багатьох років він хворів на цукровий діабет, а в січні 2011 року в нього виявили рак шлунку). Похоронна меса була відслужена 9 липня 2011 року в берлінському кафедральному соборі святої Ядвіги. Її очолив кардинал Рейнгард Маркс, архієпископ Мюнхена і Фрайзінга. Після меси тіло кардинала було поховане в крипті собору.